# Maderas (vulcano)
Maderas è uno dei due vulcani che formano l'isola di Ometepe, situata nel lago Nicaragua, nello stato del Nicaragua, in America centrale. L'altro vulcano che forma l'isola è il Concepción.
Nell'area del vulcano Maderas sono state trovati molti petroglifi, incisioni rupestri di origine preistorica, chiara indicazione che l'area era conosciuta e abitata da moltissimo tempo.

## Caratteristiche
Con i suoi 1394 m di altezza, il Maderas è il più piccolo dei due vulcani che formano l'isola di Ometepe; a differenza del Concepción non è attivo e non ci sono registrazioni di una sua attività in epoca storica recente.
Il suo cratere contiene all'interno un piccolo lago vulcanico di acqua dolce di 400x150 metri di dimensione, che viene chiamato Laguna de Maderas. Con la cascata di San Ramón, rappresenta una delle principali attrazioni turistiche del vulcano.
I pendii del Maderas sono uno dei pochi luoghi del versante sul Pacifico del Nicaragua dove cresce una foresta nebulosa. Una situazione simile si ha sui pendii del vulcano Mombacho. Le foreste nebulose sono caratterizzate da una grande ricchezza di vita animale e vegetale, resa possibile dall'elevato livello di umidità e dal clima.

## Escursionismo
La salita fino alla sommità del vulcano è un'escursione popolare per i turisti. Il sentiero principale parte da Finca Magdalena. L'ascesa alla parte terminale presenta qualche difficoltà, derivante sia dalla pendenza elevata che dal fatto che il percorso può diventare molto fangoso con le piogge, che sono molto frequenti sull'isola di Ometepe. Per questo motivo si raccomanda ai turisti di compiere l'escursione accompagnati da una guida locale. L'intero percorso di andata e ritorno richiede infatti dalle 6 alle 9 ore, passando attraverso un paesaggio che passa dalla foresta secca, a quella umida e infine alla foresta nebulosa.

## Galleria d'immagini

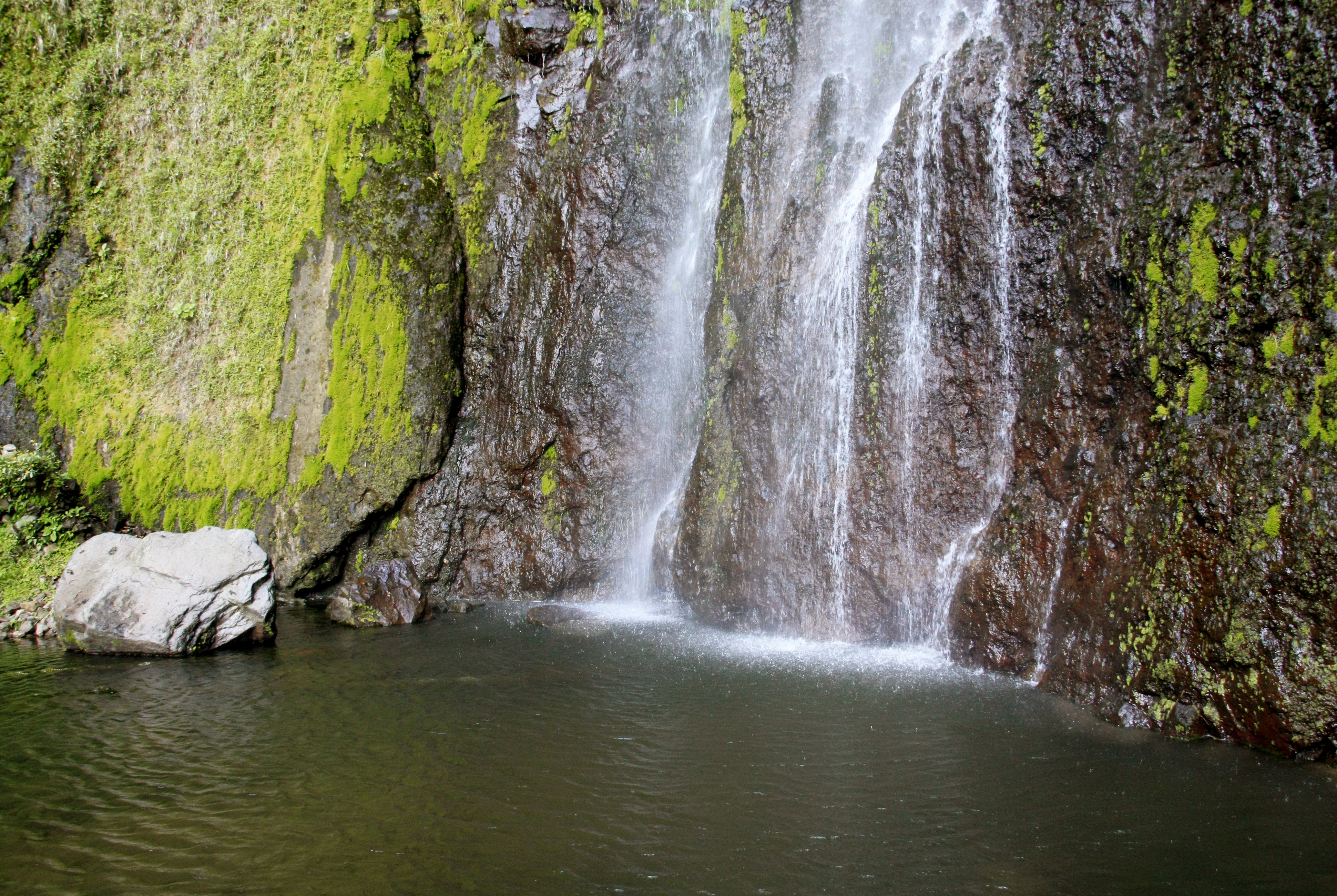
Cascata di San Ramón.
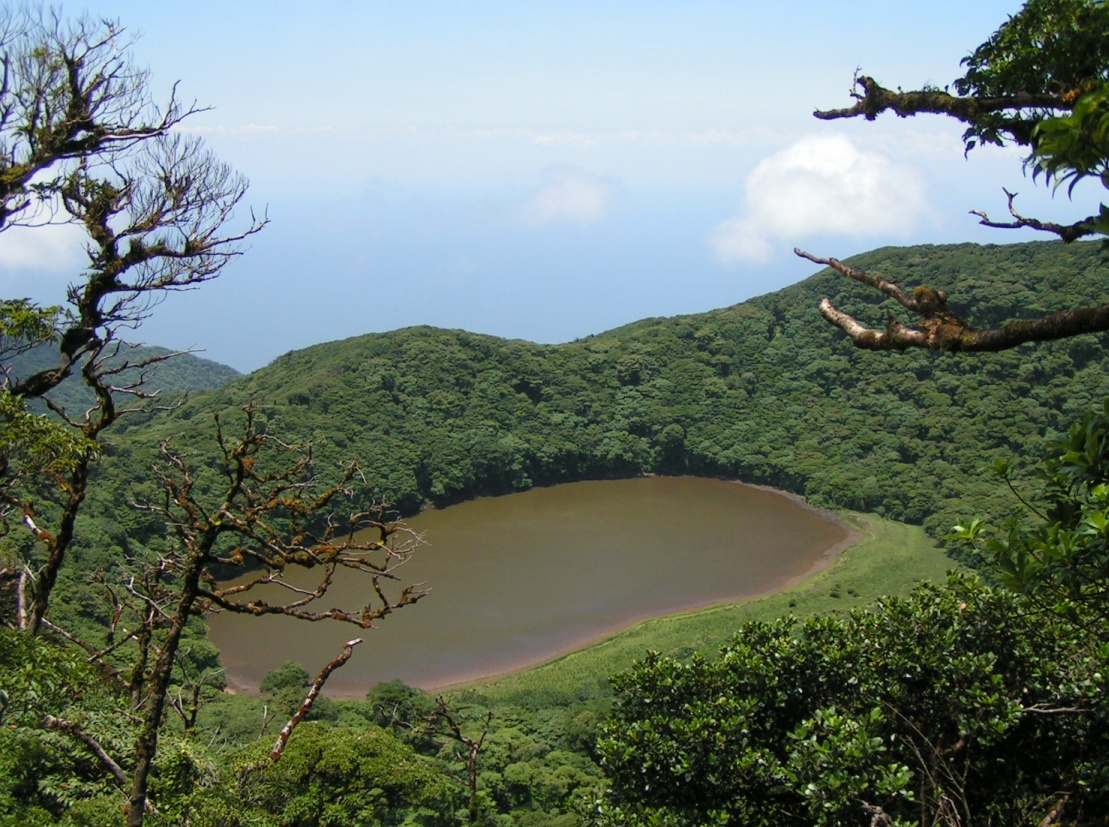
Il lago formatosi all'interno del cratere, chiamato Laguna de Maderas.
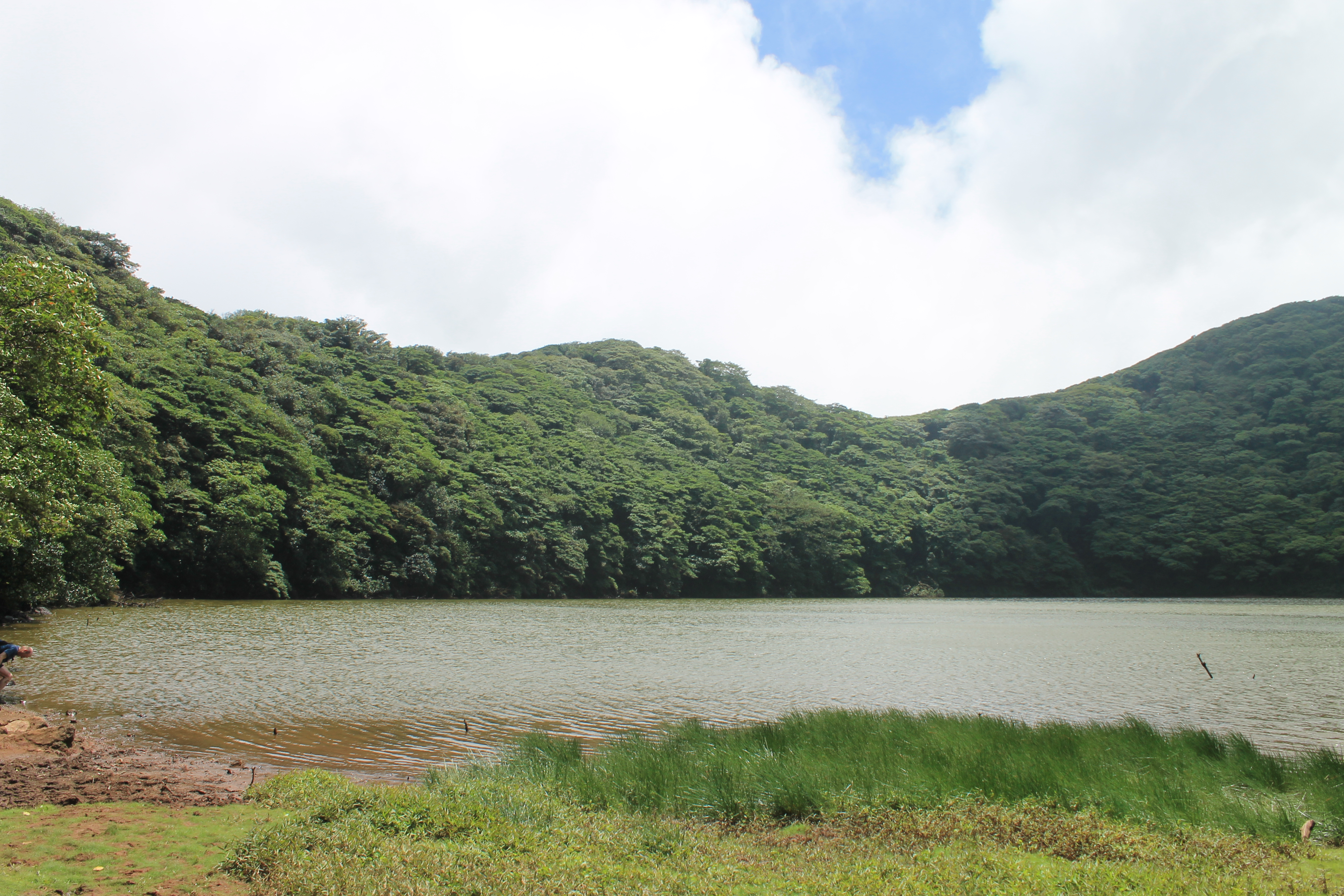
La Laguna de Maderas